# Menominee (Illinois)
Menominee – wieś w Stanach Zjednoczonych, w stanie Illinois, w hrabstwie Jo Daviess.